# Douglas Park
Douglas Park – miasto w Australii, w stanie Nowa Południowa Walia.